# Norrsjön (Roslags-Kulla socken, Uppland)
Norrsjön är en sjö i Österåkers kommun i Uppland och ingår i Norrtäljeån-Åkerströms kustområde. Sjön är 2 meter djup, har en yta på 0,0737 kvadratkilometer och befinner sig 26,1 meter över havet.

## Delavrinningsområde
Norrsjön ingår i det delavrinningsområde (660949-165656) som SMHI kallar för Utloppet av Losjön. Medelhöjden är 28 meter över havet och ytan är 6 kvadratkilometer. Räknas de 7 avrinningsområdena uppströms in blir den ackumulerade arean 86,79 kvadratkilometer. Avrinningsområdets utflöde Loån mynnar i havet. Avrinningsområdet består mestadels av skog (82 procent). Avrinningsområdet har 0,49 kvadratkilometer vattenytor vilket ger det en sjöprocent på 8,1 procent.